# Амброс, Август Вильгельм
Август Вильгельм Амброс (нем. August Wilhelm Ambros; 1816—1876) — австрийский музыкальный историк и критик, композитор, пианист и педагог XIX века.

## Биография
Август Вильгельм Амброс родился 17 ноября 1816 года в Мауте, в Богемии. Его отец был дворянского происхождения , а мать была сестрой Рафаэля Георга Кизеветтера  (1773–1850), музыковед и историк .
В столице Чехии городе Праге Амброс поступил в местный университет, где изучал правоведение и в 1839 году поступил работать чиновником на государственную службу. Однако настоящим призванием Августа Вильгельма Амброса была музыка, и несмотря на то, что он имел все предпосылки сделать карьеру на этом поприще, он всё больше времени и сил отдавал искусству.
В 1847 году он выступил увертюрой «Женевьева» на сюжет саги, которая при первом исполнении имела большой успех. Далее следовала музыка к «Отелло» (увертюра и антракт) Вильяма Шекспира, увертюра к пьесе немецкого драматурга Генрих фон Клейста «Kätchen von Heilbronn», симфония, две большие пьесы, трио, песни, «Stabat Mater», две сонаты, много мелких пьес для фортепьяно и др.
Большинство этих сочинений, музыка которых по характеру подходит к произведениям Феликса Мендельсона и Нильса Вильгельма Гаде, вскоре были изданы. В 1848 году Август Вильгельм Амброс был назначен прокурором по делам печати при Пражском земском суде и вскоре после этого — членом дирекции Пражской консерватории.
Около 1870 года получил учёное звание профессора музыки и истории искусств в университете Праги, а в 1872 году получил приглашение в город Вену, где одновременно занимал место в министерстве юстиции и преподавал кронпринцу Рудольфу историю музыки. Благодаря его работе в Вене ему дали отпуск на полгода, чтобы он мог путешествовать по миру, собирая  информацию для включения в свою работу «История музыки» .
Август Вильгельм Амброс скончался в Вене 28 июня 1876 года.

## Избранные труды
Труды Амброса по истории музыки:
- «Die Grenzen der Musik und Poesie» (Лейпциг, 1865, 2 изд., 1872);
- «Das Konservatorium zu Prag» (Прага, 1858);
- «Die Lehre vom Quintenverbot» (Лейпц., 1859);
- «Kulturhistoro. Bilder aus dem Musikleben der Gegenwart» (Лейпциг, 1860);
- «Geschichte der Musik» (тома 1—3, Бреслау , 1862—68; 2 изд., Лейпц., 1880; т. 4, фрагмент Лейпц., 1878);
- «Bunte Blätter» (2 т., Лейпц., 1872—74);
- «Kleinere Schriften aus dem Nachlasse» (том 1);
- «Aus Italien» (Пресбург, 1880)

## Память
В 1954 году один из переулков 23 округа Вены Лизинга был назван в его честь «Ambrosweg».